# Eppure...Ti amo
Eppure...Ti amo è un album discografico della cantante italiana Orietta Berti, pubblicato nel 1975 dalla Polydor.

## Descrizione
L'album è costituito da cover di classici del passato, come Ti senti solo stasera, cover di Are You Lonesome Tonight?, brano popolare statunitense inciso anche da Elvis Presley, Foglie morte (Les Feuilles Mortes), brano composto da Joseph Kosma su versi di Jacques Prévert per la colonna sonora del film Mentre Parigi dorme,  La canzone di Orfeo (La Chanson D'Orphée), incisa anche da Caterina Valente e Dalida, Felicità (Adieu Tristesse), classico di Antônio Carlos Jobim e Vinícius de Moraes, Ieri sì (Hier encore), brano di Charles Aznavour, scritto da Mogol e inciso anche da Bobby Solo, Eternamente, elaborazione in versi del tema musicale del film Luci della ribalta di Charlie Chaplin composta dallo stesso regista, più due inediti pubblicati precedentemente su singolo: Eppure ti amo/Vita della vita mia.

## Edizioni
L'album fu pubblicato in Italia in LP dalla Polydor, con numero di catalogo 2448 046 A. Nel 1977 fu distribuito anche in Brasile (2480 388) e Cile (Polydor – 2448 046, Polydor-Italia – PHLS/I111).
Non esiste una versione pubblicata in CD, download digitale o per le piattaforme streaming.

## Tracce
1. Eppure ti amo (Corrado Conti, Daniele Pace, Mario Panzeri)
2. Vita della vita mia (Alberto Lucarelli, Luciano Beretta)
3. Ti senti solo stasera (Are You Lonesome Tonight) (Handman, Misselvia, Turk)
4. Foglie morte (Les Feuilles Mortes) (A. Cavaliere, J. Prévert, J. Kosma)
5. La canzone di Orfeo (La Chanson D'Orphée) (A. Maria, Llenas, Bonfà, Camus, Mario Panzeri)
6. Fascination (Dante Fermo, Marchetti, Larici)
7. T'ho voluto bene (Gino Redi, Michele Galdieri)
8. Till (Carla Gaiano, Danvers)
9. Ieri sì (Alberto Testa, Charles Aznavour, Mogol)
10. Felicità (Adieu Tristesse) (Salvet, A.C. Jobim, Camus, Mario Panzeri, Vinicius De Moraes)
11. Eternamente (Charlie Chaplin, Ardo)